# Amphimonhystera paranechma
Amphimonhystera paranechma är en rundmaskart. Amphimonhystera paranechma ingår i släktet Amphimonhystera och familjen Monhysteridae. Inga underarter finns listade i Catalogue of Life.